# Joan Wright

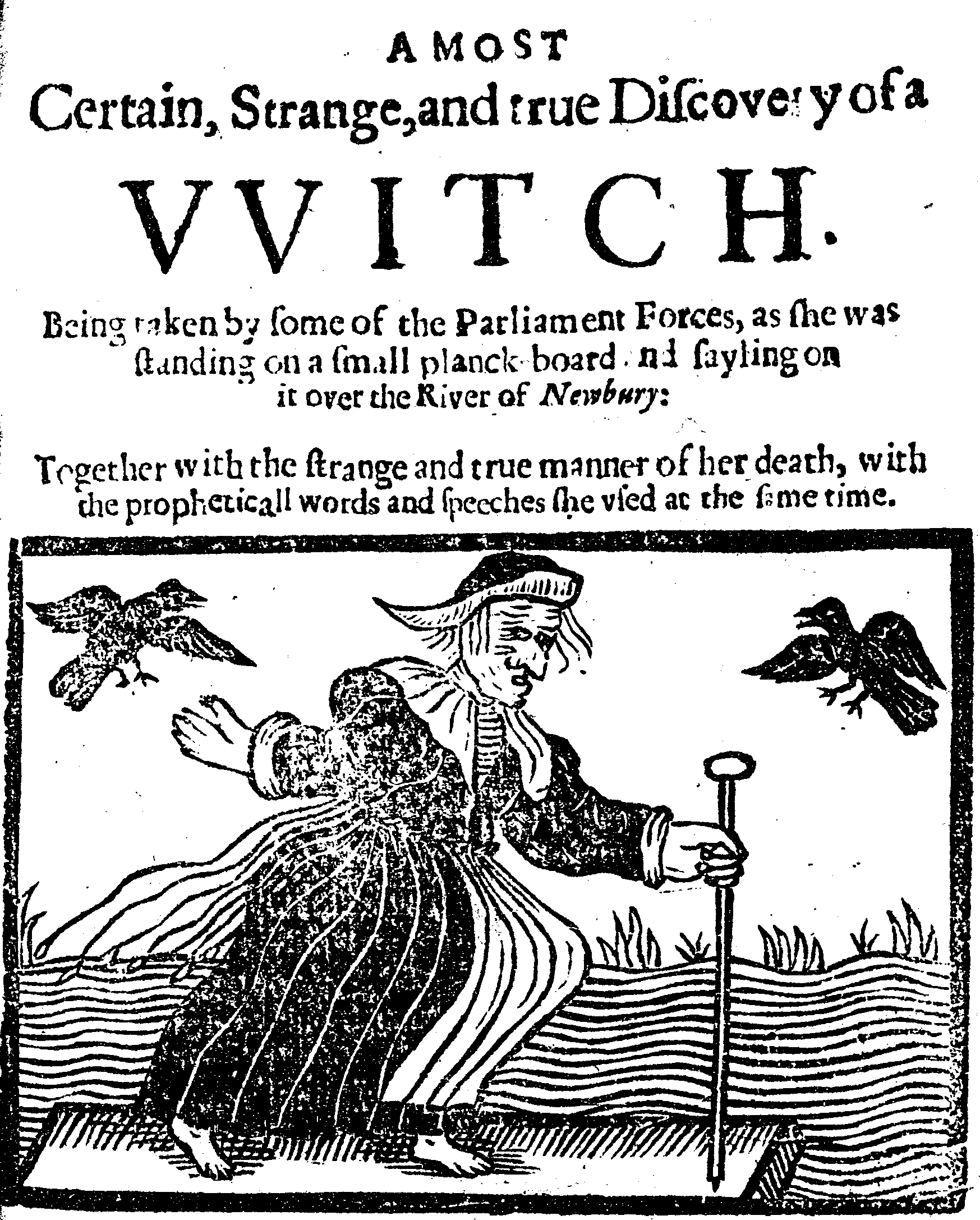
Panfleto británico del sobre brujería.

Goodwife Joan Wright (nacida c. 1596-?), a veces mencionada como "Jane Wright" y llamada la bruja de Surry, es la primera persona conocida que fue acusada legalmente de brujería en cualquier colonia británica de América del Norte.

## Trasfondo
Joan (o Jane) Wright nació alrededor de 1596 en Hull, Yorkshire, Inglaterra. En 1610, se casó con Robert Wright y más tarde emigraron a la Colonia de Virginia, viviendo originalmente en Elizabeth City. Tuvieron dos hijos, William y Robert. Ella era una curandera autoproclamada y se la describía como una "mujer astuta", término utilizado para quienes practicaban magia "de bajo nivel" o "popular". También era zurda, lo que la hacía poco confiable y sospechosa según los estándares de la época. Wright vivió y trabajó como partera en el condado de Surry y se la conocía como " Goodwife Wright". 

## Juicio por brujería
En 1626, la familia Allington se negó a tener a Wright como partera porque era zurda. La madre enfermó de mastitis y el bebé murió poco después de nacer. Rápidamente, la familia y los vecinos comenzaron a acusar a Wright de la muerte del recién nacido.
El 11 de septiembre de 1626, Wright fue llamada ante el Tribunal General de Virginia en Jamestown, acusada de brujería. El juez que presidía la audiencia fue Sir George Yeardley, gobernador colonial de Virginia. La acusación formal y la audiencia investigadora de Wright es la acusación de brujería más antigua registrada contra un colono inglés en cualquier colonia británica de América del Norte.
El tribunal escuchó amplios testimonios durante la investigación. Sus acusadores afirmaron que ella había maldecido el ganado y los cultivos locales, provocado fuertes lluvias, hechizado sus mantequeras, predicho con exactitud la muerte de varios de sus vecinos y lanzado un hechizo que causó la muerte de un bebé recién nacido. Durante la investigación, Wright no hizo nada para refutar los cargos de brujería y, en algunos casos, alentó sutilmente esta creencia. 

### Resultado
Se cree que Wright fue absuelta a pesar de haber admitido que poseía conocimientos básicos sobre prácticas brujeriles. En su respuesta a las acusaciones, comentó: "Dios los perdone". Los registros judiciales disponibles no describen cómo terminó la audiencia y no hay registro sobreviviente de la sentencia. 

## Legado
En un episodio de 2017 de la serie dramática de televisión británica Jamestown se presenta un juicio por brujería en Virginia basado vagamente en la historia de Joan Wright.
En 2019, se estrenó una obra original, "Season of the Witch", en Jamestown Settlement. La obra es un relato dramático de los juicios de brujas en Virginia, centrándose en la historia de Wright.